# ARM Cuauhtémoc (schip)
De ARM Cuauhtémoc is een bark dat door de Mexicaanse marine gebruikt als opleidingsschip voor cadetten. Het zeilschip is gebouwd op de Celaya-werf in Bilbao, Spanje (1981/1982).
Het ontwerp is gebaseerd op zeilschepen zoals gebouwd door de Duitse werf Blohm und Voss

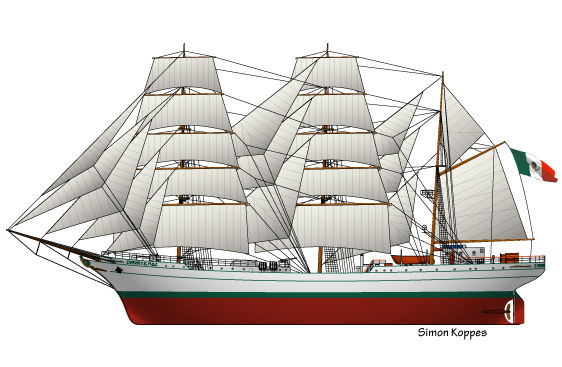
Lijntekening van de ARM Cuauhtémoc

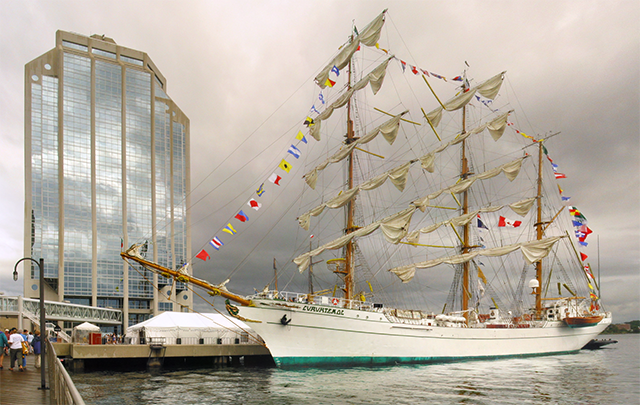
Cuauhtémoc, 31 Juli 2004

Vernoemd naar de laatste Azteekse keizer Cuauhtémoc, werd het Mexicaanse opleidingsschip ARM Cuauhtémoc (ARM staat voor: ARmada de Mexico), net als zijn zusterschepen: de Colombiaanse Gloria, de Ecuadoriaanse Guayas en de Simón Bolivar van Venezuela, gebouwd op de Spaanse werf Celaya. De Cuauhtémoc werd in 1982 opgeleverd aan de Mexicaanse marine.
Het ontwerp van de Cuauhtémoc en haar zusterschepen is gebaseerd op de zeilschepen van de Duitse Gorch Fock klasse, schepen die tijdens het interbellum werden ontworpen en gebouwd door de Duitse werf Blohm & Voss. Net als die schepen is de Cuauhtémoc als een bark getuigd, maar de typische Duitse bezaan is niet overgenomen. Daarnaast is de romp enigszins aangepast.
Sinds de indienststelling van het schip heeft een groot aantal Mexicaanse marineofficieren zich de grondslagen van zeevaart eigen gemaakt. Het opleidingsschip heeft tweemaal de Boston Teapot Trophy gewonnen. Het schip wordt, als hij de wereldhavens bezoekt, ook ingezet als zeilende ambassadeur van haar thuisland

## Aanvaring New York
Op 17 mei 2025 kwam het schip in aanvaring met de Brooklyn Bridge in New York waarbij twee bemanningsleden om het leven kwamen. De masten van het schip braken af en vielen op het dek toen ze in aanraking kwamen met de brug die een doorvaarthoogte van 41 meter heeft.

## Externe links

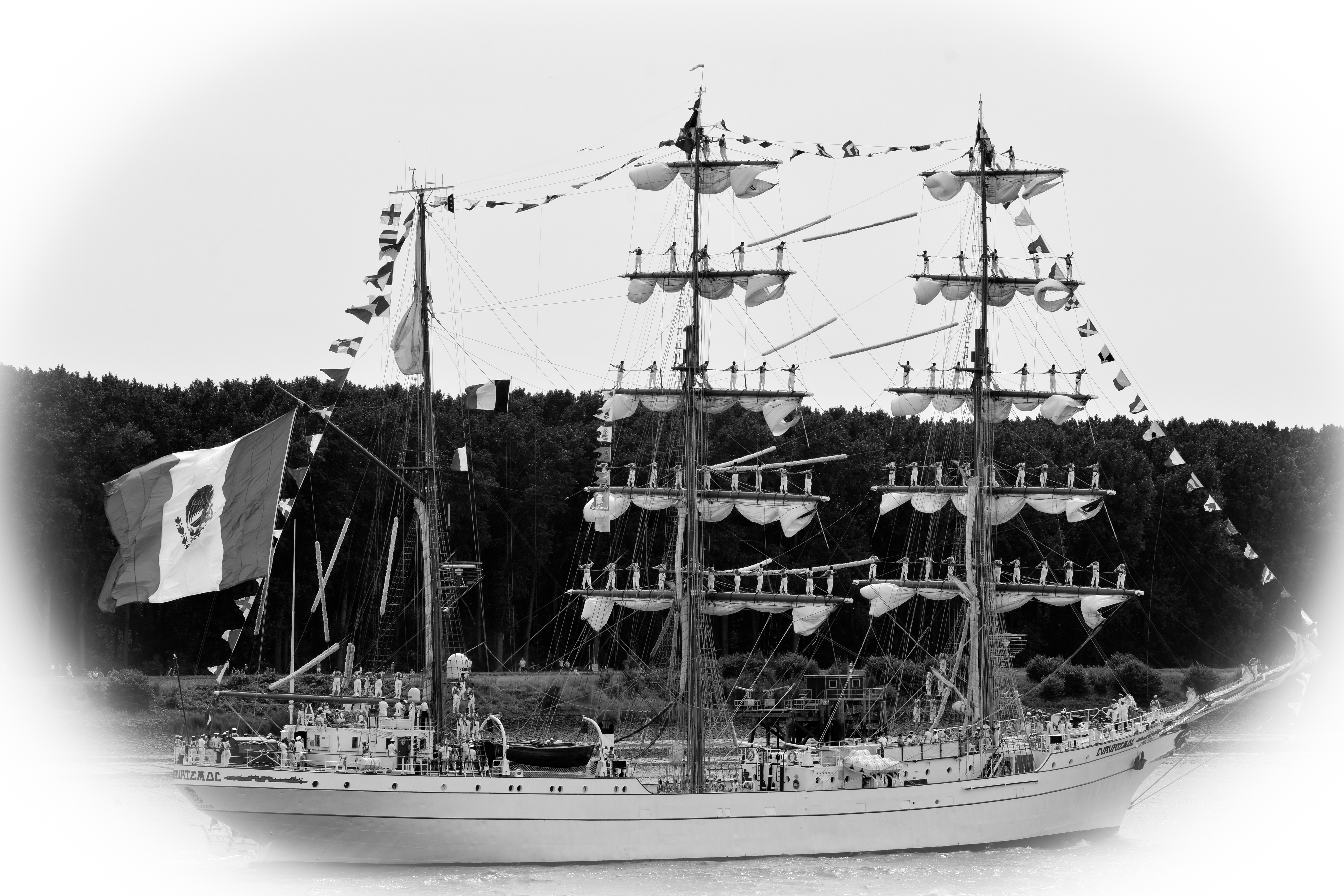
De ARM Cuauhtémoc tijdens de Tall Ship Races in Antwerpen

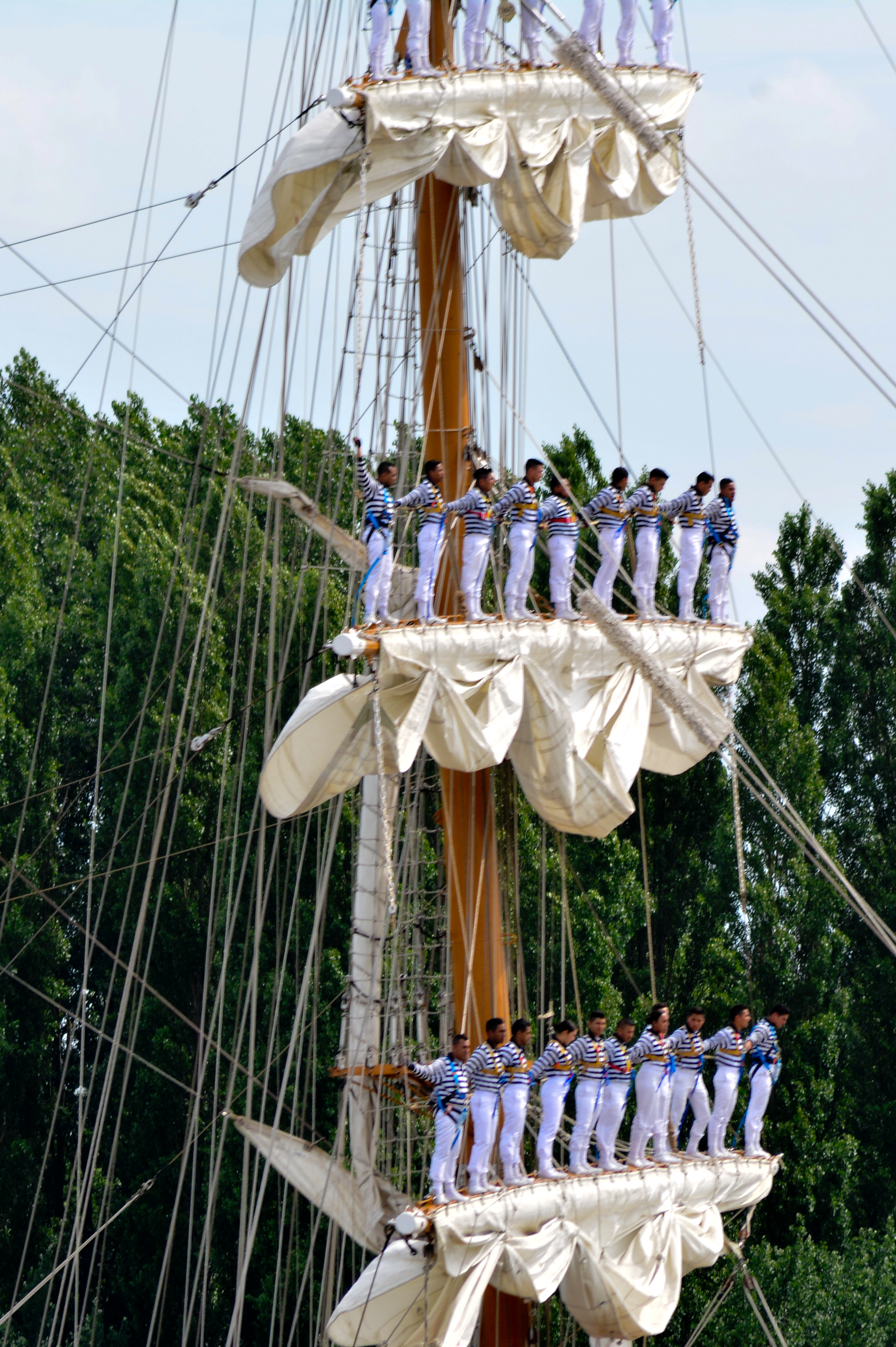
De bemanning tijdens het uitvaren van de haven van Antwerpen (The Tall Ship Races 2016)

## Technische gegevens
- tonnage: 1.755 bruto
- waterverplaatsing: 1.800 ton
- lengte: 90,5 m over alles
- breedte: 12 m
- diepgang: 5,2 m
- masthoogte boven water: 46,2 m
- zeiloppervlak: 2.368 m²
- MMSI: 345186001
- IMO: 8107505
- Call sign: XCBF